# Hadena gumia
Hadena gumia là một loài bướm đêm trong họ Noctuidae.